# Граф Петерсена
Граф Петерсена — неорієнтований граф з 10 вершинами і 15 ребрами. Це невеличкий граф, який слугує корисним прикладом або контрприкладом для багатьох проблем в теорії графів. Названий на честь Юліуса Петерсена, який у 1898 побудував його як найменший безмостовий кубічний граф з неможливістю триколірного розфарбування ребер.  Хоча граф звичайно приписують Петерсену, він з'явився на 12 років раніше, в 1886.
Дональд Кнут стверджує, що граф Петерсена це «видатна форма, що слугує контрприкладом для багатьох оптимістичних пророцтв про те, що може бути правильним для графів загалом.»

## Побудова

Граф Петерсена як граф Кнесера

Граф Петерсена — це доповнення реберного графа для {\displaystyle K_{5}}. Це також граф Кнесера {\displaystyle KG_{5,2}}; це значить, що він має по одній вершині для кожного 2-елементної підмножини 5-елементної множини, і дві вершини зв'язані ребром тоді і тільки тоді, якщо відповідні двохелементні підмножини не перетинаються між собою. Як граф Кнесера форми {\displaystyle KG_{2n-1,n-1}} — це приклад непарного графа.
Геометрично, граф Петерсена є графом, утвореним вершинами і ребрами напівдодекаедра, тобто додекаедра з ототожненими протилежними вершинами, ребрами і гранями.

## Вкладення

Щоб отримати зведіть голубі до найближчих зелених і між собою дві червоні

Граф Петерсена — непланарний. Будь-який непланарний граф включає в собі як мінор повний граф {\displaystyle K_{5}}, або повний двочастковий граф {\displaystyle K_{3,3}}, але граф Петерсена має як мінори їх обох. Мінор {\displaystyle K_{5}} можна отримати видаленням ребер досконалого парування, наприклад, п'яти коротких ребер на малюнку.

Число схрещень графа Петерсена дорівнює 2

Найпоширеніший малюнок графа Петерсена, пентаграма всередині пентагона, має п'ять перетинів. Однак, це найкращий малюнок з огляду на кількість перетинів; існує інше зображення лише з двома перетинами. На торі граф Петерсена можна намалювати без перетинів; отже його зорієнтований рід 1.